# Сен-Набор (Нижний Рейн)
Сен-Набор (фр. Saint-Nabor) — коммуна на северо-востоке Франции в регионе Гранд-Эст (бывший Эльзас — Шампань — Арденны — Лотарингия), департамент Нижний Рейн, округ Мольсем, кантон Мольсем.
Площадь коммуны — 1,89 км², население — 460 человек (2006) с тенденцией к стабилизации: 464 человека (2013), плотность населения — 245,5 чел/км².

## Население
Население коммуны в 2011 году составляло 482 человека, в 2012 году — 471 человек, а в 2013-м — 464 человека.
| 1962 | 1968 | 1975 | 1982 | 1990 | 1999 | 2006 | 2008 | 2011 | 2012 | 2013 |
| ---- | ---- | ---- | ---- | ---- | ---- | ---- | ---- | ---- | ---- | ---- |
| 215  | 235  | 246  | 351  | 434  | 479  | 460  | 463  | 482  | 471  | 464  |

Динамика населения:

## Экономика
В 2010 году из 331 человек трудоспособного возраста (от 15 до 64 лет) 248 были экономически активными, 83 — неактивными (показатель активности 74,9 %, в 1999 году — 71,9 %). Из 248 активных трудоспособных жителей работали 235 человек (120 мужчин и 115 женщин), 13 числились безработными (9 мужчин и 4 женщины). Среди 83 трудоспособных неактивных граждан 29 были учениками либо студентами, 38 — пенсионерами, а ещё 16 — были неактивны в силу других причин.

## Достопримечательности (фотогалерея)
- На въезде в коммуну
- Маршрут из коммуны к подножию горы Сент-Одиль
- Здание мэрии-школы
- Плиты надгробий (аббатство Нидермюнстер)
- Часть руин монастыря Нидермюнстер
- Руины часовни Сен-Жак
- Часовня святого Николая (Нидермюнстер)
- Церковь Сен-Набор
- Карьер Сен-Набор